# Chalan Pago-Ordot
Chalan Pago-Ordot (en chamorro: Chålan Pågu-Otdot) es una ciudad en el territorio insular de Guam, perteneciente a los Estados Unidos. Contiene las comunidades de Chalan Pago y Ordot. Se encuentra en la parte centro-oriental de la isla y forma parte del Distrito Kattan (Este). Su población ha aumentado ligeramente desde el censo de 2010 de la isla.

## Etimología
En chamorro, pågu es la palabra para el árbol silvestre Hibiscus tiliaceus, mientras que chålan significa «camino». El nombre Chalan Pago proviene del camino desde Agaña al pueblo español en Pago Bay. Ordot viene de la palabra otdot («hormiga»).

## Historia
En la Segunda Guerra Mundial, los japoneses utilizaron el área como depósito de suministros durante su ocupación de la isla. Ordot es también el sitio del controvertido Vertedero de Ordot, construido por primera vez por la Marina de los EE. UU. en la década de 1940, pero ahora lleno y en violación de las regulaciones de la Agencia de Protección Ambiental de Estados Unidos (EPA). Fue agregado a la Lista de prioridades nacionales (National Priorites List) en 1983 por la EPA, con la Marina como posible contribuyente. El vertedero se cerró a la fuerza en 2011 y Guam acordó pagar la remediación del área circundante además de implementar un tope en el vertedero de un decreto de consentimiento anterior de 2004. En 2021, Guam pudo iniciar con éxito una acción para recuperar una porción de los costos, estimados en $160 millones de dólares, para esta limpieza, de parte del gobierno de los Estados Unidos como resultado del caso de la Corte Suprema Guam v. United States.

## Demografía
La Oficina del Censo de los Estados Unidos tiene el municipio en múltiples lugares designados por el censo: Chalan Pago, y Ordot.
| Gráfica de evolución demográfica de Chalan Pago-Ordot entre 1960 y 2020 |
|                                                                         |
| Fuente:                                                                 |